# Antracit
Antracit (Grčki Ανθρακίτης, znači "vrsta ugljena", od Anthrax [Άνθραξ], ugljen).  Tvrd, sastavljen od raznih mineralnih ugljena koji ima visok sjaj.  Posjeduje najveći udio ugljika, najniži udio primjesa, i najviše kaloričnog sadržaja od svih vrsta ugljena, uključujući crni ugljen (bituminous coal) i smeđi ugljen (lignite coal).  
Antracit je najmetamorfozniji tip ugljena (ali i dalje predstavlja nisku razinu metamorfoze), u kojem je udio ugljika 92.1 % i 98 %. Taj termin se odnosi na one vrste ugljena koji ne daju katran ili ugljikovodikove pare kada su zagrijani ispod njihove točke zapaljenja.  Antracit je teško zapaljiv i gori kratkim, plavim plamenom bez dima. 
Antracit je kategoriziran u standardni stupanj koji je korišten uglavnom u energetici, viši stupanj (HG) i najviši stupanj (UGH), koji imaju glavnu upotrebu u metalurgijskom sektoru. 
Antracit broji otprilike 1% globalnih rezervi ugljena, i nalazi se samo u nekoliko zemalja diljem svijeta. U Kini se odvija najveća proizvodnja; ostali proizvođači su Rusija, Ukrajina, Južna Korea, Vijetnam, UK, Australija i SAD. Sveukupna proizvodnja 2010. godine bila je 670 milijuna tona. U Hrvatskoj nema ležišta antracita, pa se uvozi za potrebe industrije.

## Terminologija
U domaćoj literaturi nailazimo još na istoznačne termine za antracit kao što su, tvrdi ugljen i kameni ugljen, no ne smijemo ih poistovjećivati s njemačkim terminom steinkhole, ili nizozemskim steenkool koji su sveobuhvatni i podrazumijevaju sve vrste ugljena kamenog izgleda, te ugljen kamene tvrdoće poput crnog ugljena i antracita dok je lignit osjetno mekši.
 "Blind coal"(u Škotskoj), Killkenny coal (u Irskoj), crow coal(ili craw coal, po njegovom sjajnom crnom izgledu), i crni dijamant. "Plavi ugljen" (eng. Blue coal) je povijesni marketinški naziv za nekad poznatu vrstu antracita iskopavanog u Glean Alden Coal Co., Pennsylvania, koji je pošpricani plavom bojom u rudniku prije otpremanja na tržište sjeveroistočnog SAD-a kako bi se razlikovao od ugljena ostalih proizvođača. Nesavršen antracit sjevernog Devona i sjevernog Cornwalla(okolica Bude) u Engleskoj, koji je korišten kao pigment, poznat kao Culm. Culm je termin koji se koristi u geološkoj klasifikaciji poznata kao Culm mjerilo. U Americi, Culm se koristi kao ekvivalent za otpad pri rudarenju antracita.

## Svojstva
Antracit je izgledom sličan mineraliziranom lignitu i ponekad se koristi za imitaciju istog.[?]
Antracit za razliku od crnog ugljena ima povećanu tvrdoću i specifičnu gustoću (1506 kg/m3), tamno sive je boje s djelomično metaliziranim odsjajem po površini. Odlikuje se izuzetno visokim udjelom vezanog ugljika i niskim udjelom vlage (<15%). Nema mekih i nitastih zareza i ne prlja prste pri trljanju. Antracit se smatra za prijelazni stadij između crnog ugljena i grafita, a nastaje gotovo potpunom eliminacijom isparljivih primjesa koje nalazimo u crnom ugljenu.
Kalorična vrijednost antracita je 32,5 - 34 MJ/kg iskopanog iznad vlažne nemineralne baze. Od 1980. godine ostatci antracita, ili rudarski otpad se koristi u proizvodnji električne energije u termoelektranama (parne turbine).
Poznata nalazišta su uglavnom u područjima s izraženom orogenom aktivnošću u doba srednjeg i kasnog paleozoika (450 - 250 milijuna godina) pri formiranju Panageae. Danas su to područja starih gorskih nabiranja - Appalachian, uz pripadajuće im aluvijalno ledenjačke nanose. Antracit nastaje procesom transformacije (antracitacija) crnog ugljena gotovo potpunom eliminacijom isparljivih primjesa koje se u njemu nalaze ispod područja metamorfnih stijena, dok crni ugljen nalazimo pod područjima sedimentnih stijena. Primjerice komprimirani slojevi antracita koji su iskopavani u dubokim ugljenokopima metamorfnom gorju Appalachian, u ugljenarskoj regiji u sjeveroistočnoj Pennsylvaniji, naslanjali su se na slojeve crnog ugljena iskopavane u rudnicima sedimentne Allegheny zaravni koja se proteže od juga države New York do sjeveroistoka Kentuckyja vjerno prateći obrise sjevernih obronaka gorja Appalachian. Sličnog su postanka i regije antracita u južnom Walesu i ograničeni su na područje zapadno od Swansea i Llanella, dok središnji i istočni predjeli proizvode isključivo lignit, koks i ugljen za domaćinstvo.
Strukturalno, antracit pokazuje promjene pri nastanku sekundarnih rasjednih ravnina i pukotina što smanjuje uočljivost originalnih sedimentacijskih slojeva. Ima povećamnu toplinsku provodljivost naspram običnog ugljena, što je lako primjetno ako toplim rukama držimo komad antracita koji je hladan na dodir dok sličan komad crnog ugljena je iste temperature kao i ruke. Kemijski sastav tipičnog antracita dan je u članku o ugljenu.

## Visoki stupanj
Visoki stupanj(HG) i najviši stupanj (UHG) antracita su najviši stupnjevi antracitnog ugljena. Oni su najčišći oblici ugljena, imaju najviši stupanj ugljenifikacije, najviši broj ugljika i energije sadržaja i najmanje primjesa(vlage, pepela i pare). Visoki stupanj i najviši stupanj antracita su čvršći od standardnog stupnja antracita, i imaju višu relativnu gustoću. Primjer kemijske formule za visoko stupanjski antracit bi bio C240H90O4NS, predstavljajući 93.5% ugljika. UHG antracit tipično ima minimum ugljikovog sastojka od 95 %. Oni se također razlikuju u upotrebi od standardnog stupnja antracita(korištenog uglavnom u energetici), uglavnom bivajući zaposlen u metalurgiji kao troškovno djelotvorna zamjena za koks u procesu poput sinteriranja i peletiziranja, kao i uštrcavanju ugljena u prahu () i direktnog uštrcavanja u visoke peći. Oni se također mogu koristiti u pročišćavanju vode i kao bezdimno gorivo u domaćinstvu
HG i UHG antracita broje mali postotak totalnog antracitnog tržišta. Glavne zemlje proizvođači su Rusija, Ukrajina, Vijetnam, Južna Afrika i USA.

## Navodi
1. ↑  ["http://www.csgnetwork.com/specificgravmattable.html"|Specific Gravity Of General Materials Table]
2. ↑  ["http://www.engineeringtoolbox.com/fuels-higher-calorific-values-d_169.html"|Fuels - Higher Calorific Values]